# 須田村
須田村（すだむら）は、かつて新潟県中蒲原郡にあった村。1955年11月1日の合併によって消滅し、現在は加茂市、新潟市南区の一部となっている。
以下の記述は合併直前当時の旧須田村に関しての記述であり、現在では名称等が異なる場合がある。なお、ここに記述されていない内容に関しては加茂市、新潟市などの記事を参照。

## 沿革
- 1889年（明治22年）4月1日 - 町村制施行に伴い中蒲原郡前須田村、後須田村、五反田村、北潟村、鵜森村、田中新田、砂押新田、上新田が合併し、須田村が発足。
- 1955年（昭和30年）11月1日 - 加茂市に編入され消滅。
- 1956年（昭和31年）4月1日 - 旧村域の大字上新田が加茂市から分離し、中蒲原郡白根町に編入。
- 1962年（昭和37年）8月1日 - 旧村域の大字五反田の一部が加茂市から分離し、白根市に編入。

## 地域
須田村は、合併した村名を継承する以下の大字で構成される。
前須田（まえすだ）
1889年（明治22年）まであった前須田村の区域。現在の加茂市前須田。
後須田（うらすだ）
1889年（明治22年）まであった後須田村の区域。現在の加茂市後須田。
五反田（ごたんだ）
1889年（明治22年）まであった五反田村の区域。現在の加茂市五反田。
北潟（きたがた）
1889年（明治22年）まであった北潟村の区域。現在の加茂市北潟。
鵜森（うのもり）
1889年（明治22年）まであった鵜森村の区域。現在の加茂市鵜森。
田中新田（たなかしんでん）
1889年（明治22年）まであった田中新田の区域。現在の加茂市田中新田。
砂押新田（すなおししんでん）
1889年（明治22年）まであった砂押新田の区域。現在の加茂市砂押新田。
上新田（かみしんでん）

1889年（明治22年）まであった上飯田の区域。現在の新潟市南区上新田。